# Le Galopant
 (mai 2023).

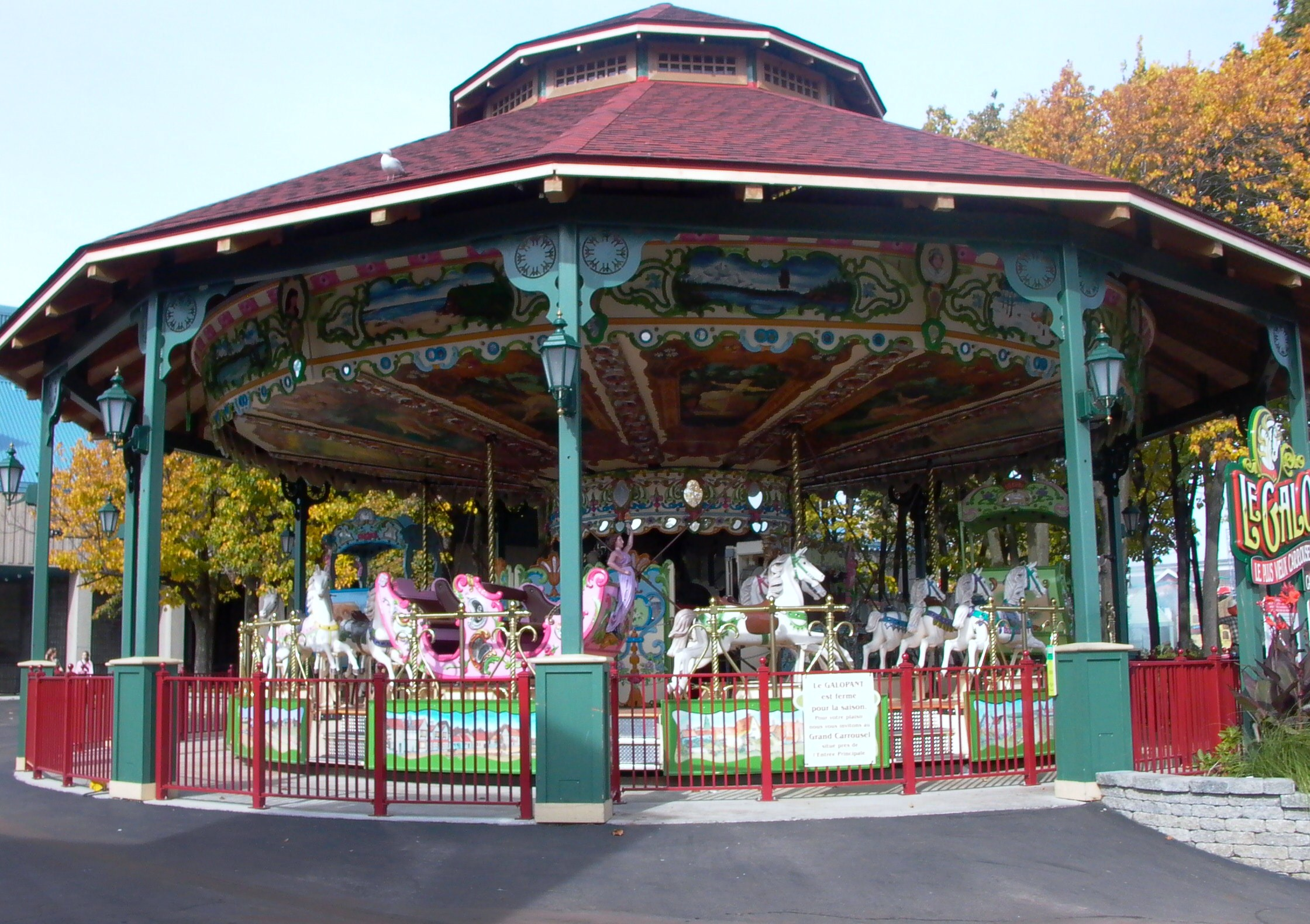
Le manège à La Ronde

Le Galopant est un carrousel du parc d'attractions La Ronde, à Montréal. Il est considéré comme l'un des plus anciens carrousels en fonctionnement au monde.

## Histoire
Il est créé en 1885 en Belgique par Léon Bolland, liégeois d'origine. C'est en 1932 que Jacques Bairolle rachète le Galopant à la famille Bolland. Étant très technologique à l'époque, il était à la Foire de Liège. C’est le 15 mars 1964 que Jacques Bairolle, alors âgé de 71 ans, son fils Joseph, son petit-fils Jacques Wynants ainsi qu’un ouvrier, Jean Renardy, embarquent avec Le Galopant au port d’Anvers sur un transatlantique à destination des États-Unis pour mettre au courant des ouvriers de l’énorme entretien qu’exige le carrousel. Avec celui-ci et son orgue partent 900 mètres de carton perforé, soit l’équivalent de 75 succès d’autrefois. Des Américains ont acheté le Galopant pour agrémenter la reconstitution d’un village belge à la foire mondiale de New York de 1964 et 1965, où il rencontre un vif succès. Dans ce village de plus de cent bâtiments, on trouve outre le carrousel, une église, la reconstitution d’un village flamand des années 1700 et bien d’autres curiosités belges. En 1967, des Canadiens rachètent le Galopant pour 75 000 dollars américains. Il devient une des grandes vedettes de La Ronde, le parc d’attractions de l’exposition universelle de Montréal en 1967. Ce parc se trouve sur une des îles du fleuve Saint-Laurent qui passe au sud de l'île de Montréal.
Repris sous le nom de carrousel antique à Montréal, le Galopant est surtout connu en Belgique et particulièrement dans la région Verviétoise sous le nom de « Poleur » parce que l’ancêtre du carrousel de ce type appartenait à Adrien Poleur, qui habitait la commune d'Amay. Dans la région de Liège, on le surnomme « le tourniquet d’à Bairolle ».
Après l’exposition universelle de Montréal, le carrousel disparaît à nouveau[citation nécessaire] pour réapparaître trois ans plus tard. Fort abîmé, il a été entièrement restauré, rénové et repeint, au coût de 250 000 dollars canadiens (223 000 euros). Joseph Bairolle a été sollicité pour réaliser les travaux de peinture mais il a décliné l’offre. Enfin, en 1999, le mécanisme de lecteurs de touches à traction mécanique de l’orgue a été remplacé par des lecteurs électroniques à infrarouge, lesquels assurent une vie beaucoup plus longue aux cartons perforés sans modifier la tonalité de l’orgue.

### Probable fin de vie
En 2023, le Galopant est fermé pour une durée indéterminée en raison de sa vétusté.

## Référence
1. ↑  Page du site de La Ronde
2. ↑  « Un des plus vieux manèges au monde hors service », sur LaPresse.ca, 7 juin 2023 (consulté le 24 juin 2023)